# C-31d
La  C-31d  és una carretera de la Xarxa Bàsica de la Generalitat de Catalunya. Serveix per connectar la sortida   95 de la  C-32  a l'alçada de Cabrera de Mar amb la  N-II  a Mataró. Té dos carrils

## Enllaços
| C-32 | El Masnou B-20 Santa Coloma de Gramenet Barcelona (Nord) Horta-Guinardó Sarrià-Sant Gervasi Les Corts L'Hospitalet de Llobregat C-31 Badalona Sant Martí Barcelona (Centre) L'Eixample Sant Antoni L'Hospitalet de Llobregat |

| Rotonda Mataró Centre                                           | Rotonda Mataró Centre | Rotonda Mataró Centre |
| --------------------------------------------------------------- | --------------------- | --- |
| Avinguda Lluís Companys 🅿Plaça de Granollers                    |                       | |
| C-31d El Pla d'en Boet C-32 Barcelona                           |                       | N-II 🅿Plaça de les Tereses 🅿Plaça Santa Anna 🅿Plaça Tomàs y Valiente Mataró-Estació de Tren Caldes d'Estrac Arenys de Mar Canet de Mar Calella Pineda de Mar Malgrat de Mar Girona |
| N-II Vilassar de Mar Premià de Mar El Masnou Badalona Barcelona |                       | N-II 🅿Plaça de les Tereses 🅿Plaça Santa Anna 🅿Plaça Tomàs y Valiente Mataró-Estació de Tren Caldes d'Estrac Arenys de Mar Canet de Mar Calella Pineda de Mar Malgrat de Mar Girona |